# Fratta Todina
Fratta Todina är en ort och kommun i provinsen Perugia i regionen Umbrien i Italien. Kommunen hade 1 855 invånare (2018).